# Vláda Jana Olszewského
Vláda Jana Olszewského byla od 23. prosince 1991 do 10. července 1992 vládou Polské republiky pod vedením Jana Olszewského. Jedná se o první vládu Třetí Polské republiky, která vznikla po prvních zcela svobodných volbách v roce 1991. Součástí vlády byly strany Dohoda středu, Křesťansko-národní sjednocení a Polská lidová strana – Lidová dohoda. Sejm jí 5. června 1992 vyslovil nedůvěru a vláda byla nahrazena prvním kabinetem Waldemara Pawlaka.

## Historie

### Vznik vlády
Prezident Lech Wałęsa designoval Jana Olszewského premiérem 5. prosince 1991 po neúspěchu jeho předchozí nominace Bronisława Geremka ani pokus o sestavení vlády stávajícího premiéra Jana Krzysztofa Bieleckého. Sejm Olszewského nominaci schválil o den později. Kvůli nemožnosti sestavit programovou koalici se Olszewski nominace v polovině prosince vzdal, ale Sejm to nepřijal. Olszewského zachránila Polská lidová strana (výměnou za několik míst náměstků ministrů), jíž po hlasování poděkoval i Jarosław Kaczyński. Po dlouhých vyjednáváních se nakonec povedlo 23. prosince 1991 jmenovat s podporou Solidarity a PSL kabinet, v němž zasedli zástupci 4 politických stran (PC, ZChN, PL, PChD), které dohromady disponovaly 114 hlasy v Sejmu. V následujícím období ale vládu oslabovalo narůstající napětí mezi premiérem a Jarosławem Kaczyńským, šéfem nejsilnější vládní strany PC, kvůli personálním otázkám a nedostatku důvěry.

### Politika
Olszewského kabinet se musel vyrovnat s novým mezinárodním uspořádáním - krátce před jeho jmenováním došlo k rozpadu Sovětského svazu. Vláda tak zahájila kroky, které měly vést k integraci Polska mezi do západních struktur (NATO a Evropská společenství). Poprvé se tak v oficiálních dokumentech Ministerstva národní obrany objevilo, že členství v NATO je součástí obranné strategie země. Několik dní před jmenováním kompletní vlády podepsal vicepremiér předchozí vlády Leszek Balcerowicz dohodu o přidružení s Evropskými společenstvími.
Vláda zahájila proces dekomunizace armády a Ministerstva vnitra. V čele Vojenské informační služby do té doby stál bývalý člen komunistického generálního štábu Czesław Wawrzyniak. Kabinet rovněž změnil koncept privatizace státních podniků. Úplné zastavení procesu pak vyvolalo konflikt vlády s liberálními stranami v Sejmu.
Premiér Olszewski odmítl 22. května 1992 podepsat polsko-ruskou smlouvu přátelství a spolupráci, která měla předat základnu, již předtím opustila ruská vojska odcházející z Polska, pod společnou polsko-ruskou kontrolu. Prezident Wałęsa pak vyjednal s ruským prezidentem Jelcinem změnu kontroverzního článku smlouvy. Následoval otevřený konflikt vlády s prezidentem.

### Pád vlády
Kabinet nedisponoval parlamentní většinou. Olszewski se neúspěšně pokoušel svou vládu rozšířit o další politické strany. Demokratická unie pak 24. května 1992 přijala usnesení vyzývající vládu k demisi. O dva dny později pak prezident odeslal maršálkovi Sejmu dopis, v němž ho informoval o tom, že ztratil důvěru ve vládu a již ji nadále nepodporuje. Další den se opoziční strany Demokratická unie, Liberálně-demokratický kongres a Polský hospodářský program rozhodly vyvolat hlasování o nedůvěře vládě. Sejm pak 28. května schválil na návrh poslance Janusze Korwina-Mikkeho usnesení, v němž vyzval ministra vnitra Antoniho Macierewicze, aby do 6. června podal zprávu o státních úřednících od úrovně vojvody výš a také senátorech a poslancích, kteří v letech 1945-1990 spolupracovali s komunistickými tajnými službami. V téže době probíhaly rozhovory o rozšíření vlády o Konfederaci nezávislého Polska. Ministr Macierewicz pak informoval místopředsedu Sejmu za tuto stranu Dariusze Wójcika, že předseda strany Leszek Moczulski se nachází na seznamu spolupracovníků, který hodlá Sejmu předložit.
Sejm nočním hlasováním vládu odvolal krátce po půlnoci 5. června 1992, několik hodin poté, co ministr vnitra Macierewicz zveřejnil požadovaný seznam spolupracovníků, na němž se mj. nacházeli 3 ministři a 8 náměstků ministrů Olszewského vlády. Premiér, který Macierewicze podporoval, navrhl po dohodě s předsedou Nejvyššího soudu Adamem Strzemboszem vznik nezávislé komise, která by posoudila pravdivost zveřejněných údajů.
Den po odvolání Olszewského vlády prezident navrhl na premiéra předsedu PSL Waldemara Pawlaka, kterého Sejm zvolil novým premiérem. Až do sestavení nové vlády (tou byla až 10. července 1992 vláda Hanny Suchocké, protože Pawlakovi se nepodařilo vládu sestavit) ale své úřady vykonávali Olszewského ministři. Výjimkami byli ministři vnitra (Macierewicz), národní obrany (Szeremietiew) a šéf Úřadu vlády (Włodarczyk), kteří byli Sejmem 20. června odvoláni.

## Složení vlády
| Portfej                                                    | Ministr / člen vlády             | Strana    | Nástup do úřadu   | Odchod z úřadu    |
| ---------------------------------------------------------- | -------------------------------- | --------- | ----------------- | ----------------- |
| Předseda vlády                                             | Jan Olszewski                    | PC        | 6. prosince 1991  | 5. června 1992    |
| Ministr bez portfeje                                       | Artur Balazs                     | PL        | 23. prosince 1991 | 9. května 1992    |
| Ministr územního plánování a stavebnictví                  | Andrzej Diakonow (úřadující)     | PC        | 23. prosince 1991 | 10. července 1992 |
| Ministr spravedlnosti                                      | Zbigniew Dyka                    | ZChN      | 23. prosince 1991 | 10. července 1992 |
| Ministr bez portfeje, předseda Centrálního úřadu plánování | Jerzy Eysymontt                  | PC        | 23. prosince 1991 | 10. července 1992 |
| Ministr zahraniční hospodářské spolupráce                  | Adam Glapiński                   | PC        | 23. prosince 1991 | 10. července 1992 |
| Ministr privatizace                                        | Tomasz Gruszecki (úřadující)     | nestraník | 23. prosince 1991 | 10. července 1992 |
| Ministr zemědělství a výživy                               | Gabriel Janowski                 | PL        | 23. prosince 1991 | 10. července 1992 |
| Ministr životního prostředí, přírodních zdrojů a lesnictví | Stefan Kozłowski                 | nestraník | 23. prosince 1991 | 10. července 1992 |
| Ministr práce a sociálních věcí                            | Jerzy Kropiwnicki                | ZChN      | 23. prosince 1991 | 10. července 1992 |
| Ministr průmyslu a obchodu                                 | Andrzej Lipko (úřadující)        | nestraník | 23. prosince 1991 | 10. července 1992 |
| Ministr financí                                            | Karol Lutkowski                  | nestraník | 23. prosince 1991 | 28. února 1992    |
| Ministr financí                                            | Andrzej Olechowski               | nestraník | 28. února 1992    | 5. června 1992    |
| Ministr vnitra                                             | Antoni Macierewicz               | ZChN      | 23. prosince 1991 | 20. června 1992   |
| Ministr zdravotnictví a sociální péče                      | Marian Miśkiewicz                | nestraník | 23. prosince 1991 | 10. července 1992 |
| Ministr národní obrany                                     | Jan Parys                        | nestraník | 23. prosince 1991 | 23. května 1992   |
| Ministr národní obrany                                     | Romuald Szeremietiew (úřadující) | PPN       | 23. května 1992   | 20. června 1992   |
| Ministr komunikací                                         | Marek Rusin (úřadující)          | nestraník | 23. prosince 1991 | 10. července 1992 |
| Ministr kultury a umění                                    | Andrzej Siciński                 | nestraník | 23. prosince 1991 | 10. července 1992 |
| Ministr zahraničí                                          | Krzysztof Skubiszewski           | nestraník | 23. prosince 1991 | 10. července 1992 |
| Ministr školství                                           | Andrzej Stelmachowski            | nestraník | 23. prosince 1991 | 10. července 1992 |
| Ministr dopravy                                            | Ewaryst Waligórski               | nestraník | 23. prosince 1991 | 10. července 1992 |
| Ministr bez portfeje, šéf Úřadu vlády                      | Wojciech Włodarczyk              | nestraník | 23. prosince 1991 | 20. června 1992   |